# Alércio Dias
Alércio Dias (Joinville, 22 de dezembro de 1942 — Rio Branco, 3 de setembro de 2020) foi um advogado, servidor público, securitário e político brasileiro, outrora deputado federal pelo Acre.

## Dados biográficos
Filho de Feliciano Galdino Dias e Maria Gonçalves Dias. Advogado formado pela Faculdade de Direito da Universidade Federal do Rio de Janeiro em 1974, assumiu a presidência da Companhia de Eletricidade do Acre no governo de Joaquim Falcão Macedo (1979-1983) e foi também presidente da Federação de Futebol do Estado do Acre (1981-1982). Afastado da Eletroacre sob a acusação de corrupção, foi absolvido pelo Supremo Tribunal Federal (STF) em 1986.
Eleito deputado federal pelo Partido Democrático Social (PDS) do Acre em 1982. Ausentou-se da votação da Emenda Dante de Oliveira e na eleição presidencial indireta de 1985 votou em Paulo Maluf, embora não o tivesse sufragado na convenção nacional do PDS. Com a Nova República ingressou no Partido da Frente Liberal (PFL) sendo reeleito em 1986 e a nove meses do fim de seu mandato licenciou-se da Câmara dos Deputados dando lugar a Nosser Almeida. Derrotado na disputa pela prefeitura de Rio Branco em 1988 e suplente de deputado federal em 1990, foi eleito deputado estadual pelo PFL em 1994 licenciando-se do mandato para ocupar a Secretaria de Educação no governo Orleir Cameli.
Candidato a governador do Acre em 1998, foi impugnado pelo Tribunal Regional Eleitoral (TRE) acusado de cometer “irregularidades insanáveis” em sua gestão como secretário segundo o Tribunal de Contas do Estado, mas sua candidatura foi validada pelo Tribunal Superior Eleitoral (TSE). Nas eleições de outubro foi derrotado por Jorge Viana ainda em primeiro turno.
Morreu em Rio Branco de complicações por um problema gastrointestinal.